# Blatina

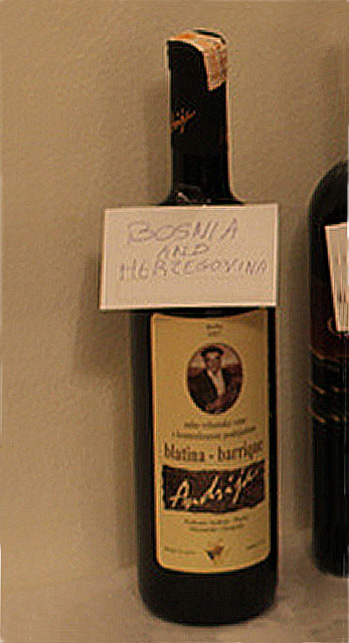
Starzone w beczkach barrique wino ze szczepu blatina

Blatina – szczep winorośli właściwej, podstawowa odmiana o ciemnej skórce w winiarstwie bośniackim.

## Charakterystyka
Szczep jest endemiczny dla Bośni i Hercegowiny. Blatina w przeciwieństwie do wielu odmian uprawnych należy do grupy szczepów, które mają kwiaty jednopłciowe (żeńskie). Konieczne jest sadzenie w winnicach innych odmian, by zapewnić zapylanie blatiny. Rolę tę pełnią m.in. alicante bouschet i trnjak. Owoce dojrzewają późno.
Hipotezy o identyczności z chorwacką odmianą cetinka (często określaną jako blatinka) i tribidragiem (primitivo) nie znalazły potwierdzenia u badaczy.

## Wina
Wina wytwarzane z blatiny cieszyły się uznaniem już w XIX wieku. Johnson i Robinson na początku XX wieku uważają, że brakuje im właściwej struktury. Wina są średniociężkie, o bogatym smaku i zauważalnej, jak na szerokość geograficzną kwasowości. Niektórzy producenci oferują wino starzone w dębowych beczkach.

## Synonimy
Spotyka się warianty pisowni, m.in.: blathina, blatina crna, blatina hercegovacka, batina mala, blatina velika, a także praznobačva i zlorod. Inne to np. stara zilavka i tribidrag (nieprawidłowo).